# 基利·冈萨雷斯
基利·冈萨雷斯（西班牙語：Kily González，1974年8月4日—），阿根廷男子足球运动员，司职边锋。他曾代表阿根廷国奥队参加2004年夏季奥林匹克运动会足球比赛，获得一枚金牌。